# Careya
Careya là một chi thực vật có hoa trong họ Lecythidaceae. Chi này lần đầu tiên được mô tả năm 1819. Các loài trong chi này là bản địa khu vực tiểu lục địa Ấn Độ, Afghanistan, Đông Dương, Malaysia bán đảo.
Tropicos ghi năm công bố là 1811, nhưng quyển 3 chỉ được phát hành năm 1819.

## Các loài
Chi Careya gồm 3 loài đã biết:
- Careya arborea Roxb.: Thụ vừng, vừng xoan, vừng, mung, san.
- Careya herbacea Roxb.
- Careya valida Kurz